# Álida Grubba
Álida Victoria Grubba Rudge (Jaraguá do Sul, 10 de julho de 1903 – Jaraguá do Sul, 23 de dezembro de 2016) foi uma supercentenária brasileira que, chegou a ser a pessoa viva mais longeva do Brasil e da América do Sul. Ela foi a segunda supercentenária do Brasil depois de Maria Gomes Valentim (1896-2011).

## Biografia
Álida Victoria Grubba nasceu em Jaraguá do Sul, no estado de Santa Catarina, no dia 10 de julho de 1903, sendo a segunda filha na prole de sete filhos de Bernhardt "Bernardo" Grubba, nascido na extinta Prússia de origem étnica polaca, e de Maria Elisabetta Moser, nascida em Blumenau, filha de um imigrante tirolês de língua italiana. Em 1905, o pai construiu sua casa de família em Jaraguá do Sul, e ali criou seus filhos já nascidos e os outros filhos que nasceram nesta casa. Álida viveu nessa casa toda a sua infância e adolescência. Nessa mesma grande casa, ocorreu a sua festa de casamento com Manuel Rudge. Aos 22 anos deu à luz um filho, Adhemar Rudge, nascido em 25 de Junho de 1926. Em 1953, seu marido morreu deixando-a viúva aos 50 anos. Seu filho seguiu a carreira militar, chegando a patente de coronel do Exército Brasileiro, onde exerceu boa parte da sua vida profissional, reformou-se e em 2012 residia na cidade de São Paulo.
Em 2012, devido à idade avançada, Álida tornou-se incapaz de andar. Em seu 111.º aniversário foi mencionado que ela toma medicação diária contra o colesterol, anemia, diabetes e pressão arterial elevada.

Morreu em 23 de dezembro de 2016, aos 113 anos e 166 dias.